# StarDict
StarDict, es un  programa libre y gratuito de diccionario, de licencia GPL, que refiere a la vez a la GUI y el formato de archivo usado por ésta.
Inicialmente desarrollado por Ma Su'an (馬蘇安), posteriormente el proyecto fue asumido por Hu Zheng (胡正)  bajo el nombre StarDict. 
La instalación requiere descargar aparte los diccionarios, los cuales están disponibles gracias a la colaboración de comunidad de desarroladores de Software Libre . O bien, pueden ser creados por uno mismo  mediante la herramienta de conversión de archivos DICT. 

## Características
Funciona bajo las plataformas de hardware PC, Solaris, Mac, Nintendo DS, Nokia Internet Tablet y sus sucesores. 
Y corre bajo los siguientes sistemas operativos más populares (GNU/Linux, Microsoft Windows, FreeBSD, Internet Tablet OS. Solaris).
Mientras está en modo de escaneo, muestra los resultados en un Tooltip, permitiendo una búsqueda fácil en el diccionario. Cuando se combina con Freedict, StarDict proporciona rápidamente traducciones aproximadas de sitios web de lengua extranjera.
Algunas versiones anteriores de StarDict son similares al traductor PowerWord, desarrollado por una empresa China, Kingsoft, aunque desde la versión 2.4.2 ha superado notablemente al programa PowerWord.

### Historial de revisiones
Rama 2.4 
- En la versión 2.4.2 se incrementaron sus capacidades de búsqueda, además se añadió léxicos en una gran variedad de idiomas, gracias a colaboración de muchos desarrolladores con el autor. Desde esta versión comenzó el desarrollo de su versión portable que actualmente se desarrolla en forma paralela.

- El 18 de abril de 2006 se lanzó fue lanzada su versión 2.4.7
- El 7 de julio de 2006 se lanzó la versión 2.4.8

Rama 3.0
- El 12 de agosto de 2007 se lanzó la versión 3.0.0
- El 8 de noviembre de 2007 se lanzó su versión 3.0.1
- El 19 de mayo de 2009 se lanzó la versión 3.0.2

### Versión portable
Se hizo una versión portátil de StarDict cuando se desarrolló Stardict 2.4.2 actualmente está disponible en su versión 2.4.8.1 y se puede descargar desde aquí

### Versión en Línea
El 25 de septiembre del 2006, comenzó a funcionar una versión en línea de StarDict que tiene acceso a todos los diccionarios de StarDict, así como la Wikipedia en Chino.

### Versión para Línea de Comandos
También se han creado versiones derivadas, como la desarrollada por Evgeniy A. Dushistov, quien hizo una versión para utilizar stardic desde líneas de comandos, llamada sdcv, hoy StarDict, que cuenta con un total de más de 1000 diferentes archivos de diccionario. Se considera uno de los más poderosos programas de diccionario en el mundo.[cita requerida]

## Compatibilidad
El weDict para el teléfono iPhone., es compatible con StardDict. weDict puede ser instalado usando AppTapp(installer.app).
El diccionario WhiteStork es una aplicación para el Internet Tablet OS, también soporta el diccionario StarDict. 
También es compatible con la consola Nintendo DS Usando el programa de homebrew libre, NewDictS. En el cual, deben introducirse los diferentes diccionarios StarDict, en su carpeta denominada "book".

## Software alternativos
Otros diccionarios o shells de diccionarios similares son:
- Software libre: GoldenDict, MDic, Babiloo, Everest.

- Software no libre: Babylon (Shareware con 30 días de prueba), Lingoes (freeware)